# Снежедь
Сне́жедь — река в России, протекает в Тульской области. Устье реки находится в 9 км по правому берегу реки Зуша. Длина реки составляет 74 км, площадь водосборного бассейна — 523 км². Снежедь впадает в Зушу недалеко от села Троицкое-Бачурино.

## Данные водного реестра
По данным государственного водного реестра России относится к Окскому бассейновому округу, водохозяйственный участок реки — Ока от города Орёл до города Белёв, речной подбассейн реки — бассейны притоков Оки до впадения Мокши. Речной бассейн реки — Ока.
Код объекта в государственном водном реестре — 09010100212110000018476.

### Притоки (км от устья)
- 27 км: река Малая Снежедь (пр)
- 58 км: река без названия, у с. 1-я Михайловка (пр)
- 61 км: река без названия, у с. Казарино (пр)

## Исторические сведения
- Река Снежедь (Снежеть) упоминается в описаниях составленной в Разрядном приказе «Книги Большому чертежу» первой половины XVII века (протограф 1627 года), по которым она вытекает из обширного Куликова поля, пересекаемого Муравским шляхом.

А ниже Мценска пала в Зушу 15 верст речка Снежеть, а вытекла речка Снежеть из Куликова поля, из под Новосильские дороги, что лежит дорога с Ливен и из Новосили на старую Кропивну, от Черни верст з 12.
- На правом берегу реки Снежедь разворачивается действие рассказа Ивана Сергеевича Тургенева «Бежин луг» из его знаменитого цикла рассказов «Записки охотника». Существующая в настоящее время в Чернском районе Тульской области деревня Бежин Луг входит в Тургеневское сельское поселение, к которому относятся также другие литературные тургеневские места. Это объясняется близостью бывшего родового имения отца писателя (в расположенной чуть выше по реке деревне Тургенево), в котором он проводил много времени, охотясь по окрестным полям и лесам. Впоследствии многое из виденного он чрезвычайно образно и в то же время документально точно воспроизвёл на страницах своих произведений.

## Ихтиофауна
В водах реки обитают щука, елец, окунь, пескарь, уклейка.